# Saison 6 de Star Trek : La Nouvelle Génération
 (mai 2024).
Si vous disposez d'ouvrages ou d'articles de référence ou si vous connaissez des sites web de qualité traitant du thème abordé ici, merci de compléter l'article en donnant les références utiles à sa vérifiabilité et en les liant à la section « Notes et références ».
Chronologie
Saison 5 Saison 7
Cet article présente le guide de la sixième saison de la série Star Trek : La Nouvelle Génération.

## Épisode 1:La Flèche du temps,2epartie
- Titre original : Time's Arrow
- Numéro(s) : 127 (6–1)
- Scénariste(s) : Jeri Taylor
- Réalisateur(s) : Les Landau ; histoire : Joe Menosky
- Diffusion(s) :
  -  États-Unis : 21 septembre 1992
- Date stellaire : 46001.3
- Invité(es) : Pamela Kosh (Mme Carmichael), Alexander Enberg (journaliste), Van Epperson (employé de la morgue), James Gleeson (Dr Appollinaire), Bill Cho Lee (patient), William Boyett (policier), Michael Aron (Jack London), Mary Stein (infirmière extraterrestre)
- Résumé : Data a rencontré et obtenu l'aide de Guinan, qui habitait là à l'époque. Il s'efforce de trouver la cavité. Un certain Samuel Clemens (Mark Twain) se méfie de Data et de Guinan et s'apprête à leur causer des ennuis. Picard, Riker, Geordi et le Dr Crusher parviennent à ouvrir la faille temporelle et débarquent à leur tour au XIXe siècle. Ils découvrent que deux visiteurs extraterrestres (ceux qui ont fait passer Data) utilisent la faille temporelle pour s'attaquer aux humains de cette époque ; ils partent alors à leur recherche. Ils finissent par les croiser à l'hôpital, où un échange de tirs de phaseurs est détecté par les appareils de Data et il les retrouve enfin. Ils se dirigent tous vers la cavité qui a été transformée en une sorte de lentille pour focaliser la faille temporelle. Ils rencontrent encore les deux visiteurs qui rouvrent la faille temporelle, détruisant Data dans la déchirure. Riker, Geordi, le Dr Crusher et Mark Twain s'engouffrent dans la faille, rejoignant sains et saufs le XXIVe, et laissant Picard et Guinan blessés derrière, ainsi que la tête de Data.

## Épisode 2:Le Règne de la peur
- Titre original : Realm of Fear
- Numéro(s) : 128 (6–2)
- Scénariste(s) : Brannon Braga
- Réalisateur(s) : Cliff Bole
- Diffusion(s) :
  -  États-Unis : 28 septembre 1992
- Date stellaire : 46041.1
- Invité(es) : Dwight Schultz (Lt Reginald « Reg » Barclay III), Renata Scott (Amiral Hayes), Thomas Velgrey (membre d'équipage), Colm Meaney (Miles O'Brien), Patti Yasutake (Alyssa Ogawa)
- Résumé : L’Enterprise enquête sur un vaisseau d'observation scientifique qui ne donne plus signe de vie depuis quelques jours. Une équipe doit se téléporter sur place, dont le Lieutenant Barclay, qui a la phobie de la téléportation. Dans le vaisseau scientifique, ils retrouvent un corps, des traces d'une explosion, mais ne peuvent déterminer ce qui est arrivé. Grâce à Deanna Troi, Barclay surmonte sa peur et rejoint l'équipe, mais durant la téléportation du retour, il voit des sortes de sangsues géantes flotter autour de lui. Après avoir fait vérifier le téléporteur, il finit par imaginer qu'il est victime d'hallucinations, de la « psychose du téléporteur ». Parallèlement, Geordi et le Dr Crusher essaient de percer le mystère de la disparition de l'équipage du vaisseau. D'autres éléments curieux surviennent concernant Barclay.
- Commentaire : Cet épisode développe le thème des accidents de téléporteurs, déjà abordé quatre épisodes auparavant dans Déphasage (saison 5 épisode 24). Aujourd'hui, Miles O'Brien explique qu'en vingt-deux ans de téléporteur, il n'a jamais perdu personne ; et il est vrai que dans l'épisode Déphasage, ce n'était pas lui qui était aux commandes. Ensuite, Geordi cite de tête que sur les dix dernières années, seuls deux ou trois accidents ont été rapportés sur un trafic de plusieurs millions de transports par jour. Les deux victimes de Déphasage n'ont sûrement pas été comptées dans ces statistiques, car elles ont fini par être récupérées après plusieurs jours. Dans cet épisode aussi, on voit quatre personnes, victimes d'accidents de téléporteur, être ramenées plusieurs jours après leur disparition.

## Épisode 3:Le Tribun
- Titre original : Man of the People
- Numéro(s) : 129 (6–3)
- Scénariste(s) : Frank Abatemarco
- Réalisateur(s) : Winrich Kolbe
- Diffusion(s) :
  -  États-Unis : 5 octobre 1992
- Date stellaire : 46071.6
- Invité(es) : Chip Lucia (Ambassadeur Alkar), Rick Scarry (Jarth), Susan French (Maylor), George D. Wallace (Amiral Simons), Stephanie Erb (Liva), J.P. Hubbell (enseigne)
- Résumé : L’Enterprise porte secours à un vaisseau transporteur qui a été attaqué. Il transportait un officiel qu'ils transbordent sur l’Enterprise. C'est un médiateur, l'ambassadeur Alkar, en route vers le système Rekag/Cironi déchiré par la guerre. Lorsqu'il arrive dans l’Enterprise, il est accompagné par sa mère, Sev Maylor, une femme antipathique qui menace Deanna Troi car elle la suspecte d'être attitrée par Alkar. Il semble que Deanna Troi soit bel et bien attirée par lui, mais avant que quoi que ce soit puisse arriver, Sev Maylor meurt. Alkar demande à Deanna Troi de l'aider à pratiquer une cérémonie de méditation pour le repos de sa mère, mais au cours de la cérémonie, quelque chose se passe en Deanna Troi. Dans les jours qui suivent, elle va montrer un changement radical d'attitude, devient méchante, séductrice mangeuse d'homme et incompétente. On devine que l'esprit de Sev Maylor a pris son corps, avec la complicité d'Alkar. Deanna se met à vieillir et devient violente. Le Dr Crusher suspecte que sa pathologie est liée à Sev Maylor et Alkar, mais ce dernier est déjà en route pour la planète pour les négociations.

## Épisode 4:Reliques
- Titre original : Relics
- Numéro(s) : 130 (6–4)
- Scénariste(s) : Ronald D. Moore
- Réalisateur(s) : Alexander Singer
- Diffusion(s) :
  -  États-Unis : 12 octobre 1992
- Date stellaire : 46095
- Invité(es) : James Doohan (Montgomery « Scotty » Scott), Lanei Chapman (enseigne Rager), Erick Weiss (Ensign Kane), Stacie Foster (ingénieur Bartel), Ernie Mirich (serveur)
- Résumé : L’Enterprise est pris dans un champ de gravité d'une force exceptionnelle, qui crée des interférences et perturbe le fonctionnement de nombreux dispositifs du vaisseau. Ils en identifient la source comme étant une sphère de Dyson d'une ua de diamètre. De l'extérieur, cette sphère apparaît sombre et inerte, bien que les conditions d'habitabilité à l'intérieur semblent intactes. Ils trouvent sur la surface extérieure l'épave du Genola, un vaisseau disparu il y a soixante-dix ans. Sur le Genola, ils trouvent le téléporteur en boucle doté d'une alimentation supplémentaire, qui a permis de préserver une téléportation en cours pendant tout ce temps. Geordi achève la téléportation et le rayon matérialise Montgomery « Scotty » Scott, qui avait trouvé ce moyen pour être préservé après le crash. L’Enterprise entreprend d'explorer l'extérieur de la sphère de Dyson, pendant que Scotty essaie de s'adapter au XXIVe siècle. Il gêne Geordi en essayant de se rendre utile à l'ingénierie. Picard les envoie tous les deux sur le Genola pour essayer de récupérer les données scientifiques concernant la sphère (que ce dernier explorait avant de se crasher). Pendant qu'ils s'efforcent d'y parvenir, l’Enterprise trouve la trappe d'entrée de la sphère. La trappe soudain s'active, aspire l’Enterprise dedans, se referme et le précipite vers le soleil (au centre de la sphère). L’Enterprise a perdu une grande partie de ses ressources et parvient avec difficulté à se placer en orbite autour. Mais ce soleil est devenu instable et ses éruptions menacent l’Enterprise. Sur le Genola, Geordi et Scotty se rendent compte qu'ils ont perdu l’Enterprise.
- Commentaire : Le holodeck recrée pour Scotty la passerelle. Le décor a été recréé pour l'occasion et reprend à l'identique celui de la série originale. Scotty explique à Geordi sa méthode à propos des estimations de durée des travaux d'ingénierie, comme quoi il faut toujours donner une durée surestimée. Ceci fait référence au fait que dans la série originale, le capitaine Kirk exigeait toujours des délais bien inférieurs à ce que Scotty prévoyait, et Scotty parvenait toujours à s'y conformer.

## Épisode 5:Schismes
- Titre original : Schisms
- Numéro(s) : 131 (6–5)
- Scénariste(s) : Brannon Braga ; histoire : Jean Louise Matthias, Ron Wilkerson
- Réalisateur(s) : Robert Wiemer
- Diffusion(s) :
  -  États-Unis : 19 octobre 1992
- Date stellaire : 46154.2
- Invité(es) : Lanei Chapman (enseigne Rager), Ken Thorley (Mot), Scott T. Trost (Lt Shipley), Angelina Fiordellisi (Kaminer), Angelo McCabe (membre d'équipage), John Nelson (technicien médical)
- Résumé : L'Enterprise doit cartographier un amas de nébuleuses très dense. Riker a des problèmes de sommeil. Worf et d'autres ont des réactions paranoïaques. Le Dr Crusher ne trouve rien d'anormal. Riker, puis Data découvrent que des périodes de temps leur ont été volées. Deanna comprend qu'il y a un problème lorsque d'autres membres d'équipage reportent des sentiments bizarres d'avoir été piégés. Elle reconstitue peu à peu dans le holodeck leur souvenir, et le résultat est qu'ils auraient été enlevés par des extra-terrestres pour subir des expériences, puis forcés de tout oublier par un médicament neural. Il semble que ceci soit lié à la présence dans le hangar 4 d'une anomalie spatiale accompagnée de la présence de particules, d'habitude  instables.
- Commentaire(s) : Le sujet sera repris dans la série Star Trek: Voyager avec d'autres extraterrestres étudiant des maladies au détriment de l'équipage, à tel point qu'un membre sera tué à la suite de ces expérimentations. Cette fois ce sera sur tous les occupants du vaisseau "Voyager" que seront fait les expériences et non sur quelques personnages comme c'est le cas dans cet épisode.

## Épisode 6:Q ou non?
- Titre original : True Q
- Numéro(s) : 132 (6–6)
- Scénariste(s) : René Echevarria
- Réalisateur(s) : Robert Scheerer ; histoire : Matthew Corey
- Diffusion(s) :
  -  États-Unis : 26 octobre 1992
- Date stellaire : 46129.3
- Invité(es) : Olivia d'Abo (Amanda Rogers), John P. Connolly (Lote), John de Lancie (Q)
- Résumé : L'Enterprise accueille une stagiaire, Amanda Rogers, issue de Starfleet, qui travaillera sous les ordres du Dr Crusher. Elle semble exceptionnellement douée. On constate qu'elle est dotée de pouvoirs magiques lorsqu'elle fait apparaître/disparaître des chiots, détourne un baril dont la chute allait tuer Riker, circonscrit un accident de réacteur. Q débarque et explique qu'elle est Q elle aussi, fille de deux Q qui étaient venus habiter sur Terre. Picard enquête sur les origines d'Amanda et découvre que la mort de ses parents est suspecte. On suspecte aussi que Q a une mission secrète, que la vie d'Amanda est menacée. Amanda va devoir choisir entre la vie des hommes et la vie des Q.

## Épisode 7:Les Petites Canailles
- Titre original : Rascals
- Numéro(s) : 133 (6–7)
- Scénariste(s) : Allison Hock
- Réalisateur(s) : Adam Nimoy ; histoire : Ward Botsford, Diana Dru Botsford, Michael Piller
- Diffusion(s) :
  -  États-Unis : 2 novembre 1992
- Date stellaire : 46235.7
- Invité(es) : David Tristan Birkin (jeune Picard), Isis Jones (jeune Guinan), Caroline Junko King (jeune Keiko), Megan Parlen (jeune Ro), Morgan Nagler (enfant), Hana Hatae (Molly O'Brien), Brian Bonsall (Alexander)
- Résumé : Un dysfonctionnement de transporteur ramène Picard, Ro Laren, Guinan et Keiko O'Brien sous la forme d'enfants de douze ans. Chacun essaie de gérer cette nouvelle situation pour le mieux, et le Dr Crusher cherche un remède, lorsque le vaisseau est attaqué puis pris par un petit groupe de Férengis. Ces derniers débarquent l'équipage sur la planète, sauf quelques-uns. Ils exigent que les officiers leur donnent le contrôle de l'ordinateur (verrouillé par Riker), afin qu'ils vendent ce dernier sur le marché cardassien.
- Commentaire(s) : Il est normalement impossible qu'un accident de téléporteur de ce genre puisse se produire du fait des mémoires tampons qui gardent en mémoire tous les atomes des corps téléportés.

## Épisode 8:Pour une poignée de Data
- Titre original : A Fistful of Datas
- Numéro(s) : 134 (6–8)
- Scénariste(s) : Robert Hewitt Wolfe, Brannon Braga ; histoire : Robert Hewitt Wolfe
- Réalisateur(s) : Patrick Stewart
- Diffusion(s) :
  -  États-Unis : 9 novembre 1992
- Date stellaire : 46271.5
- Invité(es) : Joy Garrett (Annie), Jorge Cervera (Bandito), John Pyper-Ferguson (Eli Hollander), Brian Bonsall (Alexander)
- Résumé : Alexander convainc Worf de faire une séance de holodeck sur un programme de western. Data et Geordi font des expériences qui provoquent un dysfonctionnement qui enferme Worf, Alexander et Deanna dans le programme du holodeck, où les méchants prennent l'apparence et les facultés de Data, et où les balles tuent vraiment.
- Commentaire(s) : L'épisode est un clin d'œil à Michael Crichton et son film Mondwest (avec Majel Barrett la veuve de Gene Roddenberry) où les personnages de western qui ne sont en fait que des robots se détraquent et mettent en péril le parc d'attraction et ses visiteurs humains. Quant au scénario du holodeck, il fait clairement référence au film Rio Bravo.

## Épisode 9:Les Exocompes
- Titre original : The Quality of Life
- Numéro(s) : 135 (6–9)
- Scénariste(s) : Naren Shankar
- Réalisateur(s) : Jonathan Frakes
- Diffusion(s) :
  -  États-Unis : 16 novembre 1992
- Date stellaire : 46307.2
- Invité(es) : Ellen Bry (Dr Farallon), J. Downing (chef transporteur)
- Résumé : L'Enterprise se rend près d'une station laboratoire où une chercheuse, le Dr Farallon, met au point une nouvelle forme de production. Ils sont là pour évaluer le potentiel de ses travaux pour Starfleet. La nouvelle technologie est cependant sensible, et son projet souffre de nombreux incidents, retards, et accidents énergétiques qui mettent en péril la sécurité de la station. Elle se fait aider de petits robots autoporteurs autonomes et auto-programmants qu'elle a conçus elle-même. Leur système informatique est novateur et leur permet un apprentissage au fur et à mesure des tâches qu'ils réalisent. Data vient à suspecter qu'une dérive de leur programme les a rendus vivants et conscients, et demande qu'ils ne soient plus utilisés pour les travaux du Dr Farallon.

## Épisode 10:Hiérarchie,1repartie
- Titre original : Chain of Command
- Numéro(s) : 136 (6–10)
- Scénariste(s) : Ronald D. Moore
- Réalisateur(s) : Robert Scheerer ; histoire : Frank Abatemarco
- Diffusion(s) :
  -  États-Unis : 14 décembre 1992
- Invité(es) : Ronny Cox (capitaine Jellico), John Durbin (Gul Lemec), David Warner (Gul Madred), Lou Wagner (Solok), Natalija Nogulich (Amiral Alynna Nechayev)
- Résumé : Un casus belli se profile sur la frontière cardassienne. Starfleet y envoie l'Enterprise négocier, après en avoir relevé Picard, et le Dr Crusher. Le capitaine Jellico a pris le commandement d'une main ferme et l'équipage, surtout Riker, s'efforce de s'ajuster. Picard, le Dr Crusher et Worf sont envoyés en mission secrète enquêter sur une arme secrète pouvant détruire toute forme de vie sur une planète en quelques jours.
- Commentaire : L'arme décrite dans cet épisode attaque l'ADN des êtres vivants et détruit l'écosystème, laissant une planète vierge, avec son infrastructure intacte, prête pour être occupée par l'ennemi. Cependant, on sait maintenant que l'écosystème joue une grande part dans la stabilité du climat, du relief, de l'atmosphère, du cycle de l'eau. Une planète de classe M privée de son écosystème deviendrait rapidement inhabitable, et ses infrastructures inutilisables.

## Épisode 11:Hiérarchie,2epartie
- Titre original : Chain of Command
- Numéro(s) : 137 (6–11)
- Scénariste(s) : Frank Abatemarco
- Réalisateur(s) : Les Landau
- Diffusion(s) :
  -  États-Unis : 21 décembre 1992
- Invité(es) : Ronny Cox (capitaine Jellico), David Warner (Gul Madred), John Durbin (Gul Lemec), Heather Lauren Olson (Jil Orra)
- Résumé : L'opération de Picard, du Dr Crusher et de Worf est un échec et Picard est capturé par les Cardassiens. Le capitaine Jellico et les autres essaient de continuer les négociations en vue d'obtenir le retrait des unités cardassiennes menaçantes, mais la capture de Picard les mets dans une position difficile. Le capitaine Jellico semble être prêt à sacrifier Picard. De son côté, Picard est torturé par les Cardassiens.
- Commentaire(s) : À noter la présence de David Warner dans la peau du tortionnaire Gul Madred. Il avait incarné le chancelier Gorkon dans le film Star Trek 6 : Terre inconnue grâce à qui les premiers accords de Khitomer furent signés.

## Épisode 12:Le Retour de Moriarty
- Titre original : Ship in a Bottle
- Numéro(s) : 138 (6–12)
- Scénariste(s) : René Echevarria
- Réalisateur(s) : Alexander Singer
- Diffusion(s) :
  -  États-Unis : 25 janvier 1993
- Invité(es) : Dwight Schultz (Lt Reginald « Reg » Barclay III), Daniel Davis (Professeur Moriarty), Stephanie Beacham (la comtesse), Clement von Franckenstein (le gentleman)
- Résumé : Un programme du holodeck comporte des anomalies. En y accédant, Barclay se rend compte qu'il s'agit du Professeur Moriarty, qui semble vivant et exige d'être libéré du holodeck. Après avoir vainement discuté avec le capitaine, il décide de quitter le holodeck, ce qui réussit, à la grande surprise de chacun. Ils essaient de comprendre comment il est possible qu'il ait pris vie physique. Moriarty réclame que sa compagne aussi soit sortie du holodeck, mais devant le refus du capitaine, il prend le contrôle du vaisseau.
- Commentaire : Daniel Davis avait déjà incarné l'hologramme du Professeur Moriarty dans l'épisode 3 (Élémentaire, mon cher Data) de la saison 2.

## Épisode 13:Aquiel
- Titre original : Aquiel
- Numéro(s) : 139 (6–13)
- Scénariste(s) : Brannon Braga, Ronald D. Moore ; histoire : Jeri Tayor
- Réalisateur(s) : Cliff Bole
- Diffusion(s) :
  -  États-Unis : 1er février 1993
- Invité(es) : Renée Jones (Lt. Aquiel), Wayne Grace (Torak), Reg E. Cathey (Morag)
- Résumé : L’Enterprise doit rencontrer des scientifiques sur une station isolée, mais sur place, la station est déserte et ils trouvent des traces d'un corps détruit par un phaser. L’Enterprise enquête sur la base des traces du corps et des journaux de la station. Les soupçons se portent sur un vaisseau klingon qui les harcelait régulièrement. Geordi épluche les logs d'un lieutenant féminin dont les enregistrements montrent une tension psychologique croissante. Lorsque les Klingons sont sommés de collaborer à l'enquête, ils ramène le lieutenant. Cette dernière devient alors le suspect numéro un, mais Geordi s'en attache plus ou moins.
- Commentaire : On reconnaît dans cet épisode des inspirations de grands classiques du cinéma : Laura (un enquêteur tombe amoureux de la victime d'un meurtre), The Thing (paranoïa et intrusion d'un alien mimétique dans une station isolé), The Body Snatchers (paranoïa devant le doute que ses collègues soient en fait possédés par des aliens).

## Épisode 14:Le Vrai Visage de l'ennemi
- Titre original : Face of the Enemy
- Numéro(s) : 140 (6–14)
- Scénariste(s) : Naren Shankar
- Réalisateur(s) : Gabrielle Beaumont ; histoire : René Echevarria
- Diffusion(s) :
  -  États-Unis : 8 février 1993
- Invité(es) : Scott MacDonald (N'Vek), Carolyn Seymour (Toreth), Barry Lynch (DeSeve), Dennis Cockrum (capitaine extraterrestre), Robertson Dean (pilote), Pamela Winslow (enseigne McKnight)
- Résumé : Deanna Troi a été enlevée, transformée en Romulienne, et placée à bord d'un oiseau de proie sous l'identité d'un membre de la police secrète. N'Vek, officier du navire lui explique qu'elle est la pièce d'une conspiration visant à transporter une cargaison vers l'espace de Starfleet, en l'occurrence trois Romuliens dissidents. Elle va devoir jouer son rôle, surtout face au capitaine du vaisseau qui est très antipathique.
- Commentaire : Avant même de savoir si elle peut faire confiance à N'Vek, elle lui révèle que Spock, qui est ambassadeur Vulcain chez les Romuliens, est à la tête d'un mouvement de résistance. En réalité, elle est bétazoïde, donc télépathe. Normalement, on ne peut pas téléporter à travers un bouclier, mais on voit dans cet épisode Worf verrouiller le signal, alors que les boucliers de l'Enterprise sont dressés, puis téléporter quelqu'un à travers les deux boucliers relevés. En réalité, les boucliers sont baissés juste au moment où le vaisseau romulien passe en distorsion.

## Épisode 15:Tapisserie
- Titre original : Tapestry
- Numéro(s) : 141 (6–15)
- Scénariste(s) : Ronald D. Moore
- Réalisateur(s) : Les Landau
- Diffusion(s) :
  -  États-Unis : 15 février 1993
- Invité(es) : Ned Vaughn (Corey), J. C. Brandy (Marta), J.C. Brandy (enseigne Marta Batanides), Rende Rae Norman (Penny Muroc), Clint Carmichael (Nausicaan #1), Clive Church (Maurice Picard), Marcus Nash (jeune Picard)
- Résumé : Picard est mortellement blessé à la suite d'un guet-apens à la sortie d'une table de négociations. Il meurt de ses blessures et monte au paradis où Q l'accueille. Il refuse de croire que Q est responsable de la vie après la mort. Q montre à Picard son passé, où il était une tête brûlée, et dont il a honte aujourd'hui. Q lui offre une seconde chance : il le renverra dans sa vie de vivant s'il reconnaît que ce qu’il a fait dans son passé n’était pas une erreur.

## Épisode 16:Droit ancestral,1repartie
- Titre original : Birthright
- Numéro(s) : 142 (6–16)
- Scénariste(s) : Brannon Braga
- Réalisateur(s) : Winrich Kolbe
- Diffusion(s) :
  -  États-Unis : 22 février 1993
- Invité(es) : Brent Spiner (Noonian Soong), Alexander Siddig (Dr Bashir), Richard Herd (L'Kor), James Cromwell (Shrek), Jennifer Gatti (Ba'el), Cristine Rose (Gi'ral)
- Résumé : L’Enterprise se rend sur la station Deep Space 9. Data rencontre le Dr Bashir qui veut faire des tests avec un équipement découvert sur site, et il demande à utiliser l'ordinateur de l’Enterprise. Durant ces tests, un coup de plasma frappe Data qui est assommé, et qui, pendant un bref moment, va se mettre à rêver. Avec Geordi, il essaie de comprendre ce qui s'est passé. Sur la station, Worf est contacté par Jaglom Shrek, un alien qui lui dit que les Cardassiens ont fait des prisonniers après la bataille de Khitomer, et que son père, Mogh, est l'un d'eux. Il lui révèle la localisation du camp de prisonniers et Worf part délivrer Mogh.
- Commentaire : L'Enterprise est arrimée à DS9, mais des personnages récurrents de cette série, seul le Dr Bashir vient faire un cross-over. Il est intéressant de voir dans les pérégrinations de Worf un clin d’œil a certains films comme Rambo 2 : La Mission ou Portés disparus où d'anciens soldats partent à la recherche de soldats disparus et présumés morts dans des camps vietcongs à la suite de la guerre du Vietnam. En plus du Dr Bashir, signalons la présence du sympathique Morn, le pilier du bar de Quark, personnage totalement muet dans la série Deep Space Nine, mais dont tout le monde s'accorde à dire qu'il est extrêmement bavard. Notons aussi la présence de James Cromwell (Zefram Cochrane dans le film Star Trek : Premier Contact), dans la peau d'un extraterrestre méconnaissable du fait de son maquillage.

## Épisode 17:Droit ancestral,2epartie
- Titre original : Birthright
- Numéro(s) : 143 (6–17)
- Scénariste(s) : René Echevarria
- Réalisateur(s) : Dan Curry
- Diffusion(s) :
  -  États-Unis : 1er mars 1993
- Invité(es) : Jennifer Gatti (Ba'el), Cristine Rose (Gi'ral), Richard Herd (L'Kor), Alan Scarfe (Tokath), James Cromwell (Shrek), Sterling Macer Jr. (Toq)
- Résumé : Worf est capturé par les Klingons rescapés de la bataille de Khitomer qu'il était venu délivrer. Ils vivent ici prisonniers volontaires des Romuliens après qu'ils ont été capturés parmi eux lors de la bataille. N'ayant pas pu mourir au combat, ils veulent garder le secret qu'ils ont survécu pour éviter le déshonneur sur leurs familles. Mogh ne fait pas partie de leur groupe. Ils ont bâti une petite société en bonne intelligence avec les Romuliens dans une base-vie (compound), eu des enfants à qui ils ont censuré la partie violente et guerrière de leur culture. Leur secret requiert que Worf ne puisse pas repartir, mais il n'accepte pas de voir ces Klingons déshonorés, et surtout leur jeunesse corrompue par de bons sentiments pacifistes, qu'ils ne connaissent pas leurs légendes, leurs rites et objets traditionnels, leurs élans guerriers. Il finit par percer puis craqueler l'éducation que les jeunes avaient reçue, ce qui cause des troubles dans la base-vie. Pendant ce temps là sur l'Enterprise, ils ont quitté DS9 et cherchent Worf, qui a manqué leur point de rendez-vous.
- Commentaire : Cet épisode nous en apprend beaucoup sur la culture klingonne, dont l'impérialisme culturel fait certainement partie : Worf ne peut pas accepter qu'une communauté de Klingons ait adoptée un mode de vie autre que celui de leurs ancêtres et de leurs frères, a fortiori qui vive en paix avec les Romuliens. Il s'évertue sans un instant de réflexion à changer leurs mentalités.

## Épisode 18:Vingt-huit minutes pour vivre
- Titre original : Starship Mine
- Numéro(s) : 144 (6–18)
- Scénariste(s) : Morgan Gendel
- Réalisateur(s) : Cliff Bole
- Diffusion(s) :
  -  États-Unis : 29 mars 1993
- Invité(es) : Marie Marshall (Kelsey), David Spielberg (Hutchinson), Tim Russ (Devor), Patricia Tallman (Kiro), Glenn Morshower (Orton), Tom Nibley (Neil)
- Résumé : Le vaisseau est à quai pour subir un nettoyage par un front d'onde ionique, en préalable duquel il est vidé de tous ses occupants. Mais les techniciens qui montent à bord pour le préparer, après le départ de l'équipage, sont en fait des bandits qui veulent voler un composant très dangereux, destiné à servir comme élément de base à une bombe sale, pour un groupe terroriste.
- Commentaire(s) : Nouvelle apparition de Tim Russ dans un autre rôle que celui de Tuvok qui va le rendre célèbre.

## Épisode 19:Leçons de musique
- Titre original : Lessons
- Numéro(s) : 145 (6–19)
- Scénariste(s) : Ronald Wilkerson, Ron Wilkerson et Jean Louise Matthias
- Réalisateur(s) : Robert Wiemer
- Diffusion(s) :
  -  États-Unis : 5 avril 1993
- Invité(es) : Wendy Hughes (Lieutenant commandant Neela Darren)
- Résumé : Picard tombe amoureux du Lieutenant commandant Darren, une femme de caractère, qui l'a séduit par sa musique et son goût des infusions. Leur relation finit par se savoir et en est presque à perturber la vie du vaisseau. Une catastrophe menace une colonie proche, et une équipe dirigée par Darren est envoyée contenir un front de particules mortelles, mission extrêmement dangereuse. Bien que Picard souhaiterait lui éviter ce risque, il ne peut s'autoriser à la faire remplacer.
- Commentaire(s) : Cet épisode fait directement référence à l'épisode 25 : "Lumière intérieure" (saison 5) dans lequel Picard avait passé sa vie en tant qu'époux et père dans une autre vie que la sienne.

## Épisode 20:Le Secret
- Titre original : The Chase
- Numéro(s) : 146 (6–20)
- Scénariste(s) : Joe Menosky
- Réalisateur(s) : Jonathan Frakes ; histoire : Ronald D. Moore, Joe Menosky
- Diffusion(s) :
  -  États-Unis : 26 avril 1993
- Invité(es) : Salome Jens (humanoïde), John Cothran Jr. (capitaine Nu'Daq), Linda Thorson (Gul Ocett), Maurice Roëves (capitaine romulien), Norman Lloyd (professeur Galen)
- Résumé : Le professeur Galen, archéologue, vient voir son ancien élève Picard pour lui demander de participer à des recherches de la plus haute importance. Ce dernier refuse, le vaisseau du professeur est attaqué, et le professeur en décède. L'Enterprise enquête, et découvre les travaux du professeur. Un message, sous forme de programme informatique, a été dispersé et caché dans les codes ADN de différentes espèces de la galaxie, et il semble capital de le reconstituer. Les Cardassiens et Klingons sont aussi sur l'affaire.
- Commentaire(s) : À noter la présence de l'inoubliable Linda Thorson (Tara King de Chapeau melon et bottes de cuir) en cardassienne aux yeux bleus, et la présence de Salome Jens dans un rôle différend et très court où elle ressemble quand même à son personnage de "Deep Space Nine" (la "chef" des Korrigans-Fondateurs-Dominion). A la toute fin de l'épisode, le chef romulien et Picard laissent entendre une possible paix entre la Fédération et le peuple romulien (ce qui sera le cas par la suite dans Deep Space Nine). Cet épisode est important car il est dit qu'une très ancienne race extraterrestre a essaimé son ADN modifié à travers toute la galaxie, ce qui explique le fait que les peuples de "Star Trek" sont pour la plupart humanoïdes et souvent ressemblants.

## Épisode 21:État d'esprit
- Titre original : Frame of Mind
- Numéro(s) : 147 (6–21)
- Scénariste(s) : Brannon Braga
- Réalisateur(s) : James L. Conway
- Diffusion(s) :
  -  États-Unis : 3 mai 1993
- Invité(es) : David Selburg (Dr Syrus), Gary Wernts (Mavek), Andrew Prine (administrateur), Susanna Thompson (prisonnier)
- Résumé : Alors que Riker prépare une pièce sur le sujet de la démence, et une mission dangereuse d'infiltration d'une planète en pleine guerre civile, il est soudain pris d'hallucinations, puis se retrouve interné dans un hôpital psychiatrique où on lui dit que ses souvenirs de l'Enterprise sont des hallucinations.
- Commentaire(s) : Deuxième et dernier rôle pour Susanna Thompson dans la série "The next generation", dans un maquillage où elle est méconnaissable.

## Épisode 22:Soupçons
- Titre original : Suspicions
- Numéro(s) : 148 (6–22)
- Scénariste(s) : Joe Menosky, Naren Shankar
- Réalisateur(s) : Cliff Bole
- Diffusion(s) :
  -  États-Unis : 10 mai 1993
- Invité(es) : Tricia O'Neil (Dr Kurak), James Horan (Dr Jo'Bril), Joan Stuart (Dr T'Pan), Peter Slutsker (Dr Reyga), John S. Ragin (Dr Christopher), Whoopi Goldberg (Guinan), Patti Yasutake (Alyssa Ogawa)
- Résumé : Le Dr Crusher supervise un groupe de chercheurs venus évaluer les recherches d'un scientifique férengi qui prétend avoir mis au point un bouclier permettant à un vaisseau de pénétrer dans la couronne solaire. L'expérience tourne mal et l'un d'eux meurt. Le Férengi est assassiné plus tard. Le Dr Crusher est rongée de culpabilité et outrepasse ses devoirs et ses fonctions pour aller au fond de l'enquête.
- Commentaire : C'est après cet épisode qu'a été diffusé l'épisode Avec des « si »….

## Épisode 23:Héritier légitime
- Titre original : Rightful Heir
- Numéro(s) : 149 (6–23)
- Scénariste(s) : Ronald D. Moore
- Réalisateur(s) : Winrich Kolbe ; histoire : James Brooks
- Diffusion(s) :
  -  États-Unis : 17 mai 1993
- Invité(es) : Alan Oppenheimer (Koroth), Robert O'Reilly (Gowron), Norman Snow (Torin), Charles Esten (Divok), Kevin Conway (Kahless)
- Résumé : Worf est pris d'une crise religieuse et doute de sa foi. Picard l'envoie sur la planète sacrée des Klingons où leur messie, un certain Kahless, reviendra un jour. Alors qu'il attend en vain les visions que chaque pèlerin finit par obtenir, le vrai Kahless débarque, et réclame sa place à la tête de l'Empire Klingon. Le leader klingon se rend sur l'Enterprise, où Kahless a été embarqué, pour le confronter.

## Épisode 24:Seconde Chance
- Titre original : Second Chances
- Numéro(s) : 150 (6–24)
- Scénariste(s) : René Echevarria
- Réalisateur(s) : LeVar Burton ; histoire : Michael A. Medlock
- Diffusion(s) :
  -  États-Unis : 24 mai 1993
- Invité(es) : Dr Mae Jemison (enseigne Palmer)
- Résumé : L'Enterprise se rend sur une planète isolée par un champ de radiations, pour y récupérer des données abandonnées il y a huit ans, lorsque l'instabilité de la planète a forcé les chercheurs qui y travaillaient à l'évacuer. Riker faisait partie de l'équipe de sauvetage d'alors. À leur insu, au moment de rentrer, en dernier, le rayon de téléportation de Riker a été dupliqué et une version a rejoint le vaisseau tandis qu'une version restait naufragée. Aujourd'hui, les deux versions se rencontrent. Sur l'Enterprise, les deux Riker, l'un lieutenant, l'autre commandant, s'affrontent psychologiquement. Le lieutenant éprouve toujours des sentiments pour Deanna Troi, avec laquelle il avait une relation amoureuse à l'époque. Pendant ce temps là, leur mission de récupérer les données s'avère plus difficile que prévu.

## Épisode 25:Arrêt sur image
- Titre original : Timescape
- Numéro(s) : 151 (6–25)
- Scénariste(s) : Brannon Braga
- Réalisateur(s) : Adam Nimoy
- Diffusion(s) :
  -  États-Unis : 14 juin 1993
- Invité(es) : Michael Bofshever (Romulien), Patricia Tallman (Romulienne)
- Résumé : Picard, Geordi, Troi et Data rentrent en navette d'un symposium, mais lorsqu'ils rejoignent l'emplacement de l'Enterprise, celui-ci est figé dans le temps, et figée avec elle un croiseur romulien en pleine attaque de l'Enterprise.

## Épisode 26:Descente aux enfers,1repartie
- Titre original : Descent
- Numéro(s) : 152 (6–26)
- Scénariste(s) : Ronald D. Moore
- Réalisateur(s) : Alexander Singer ; histoire : Jeri Taylor
- Diffusion(s) :
  -  États-Unis : 14 juin 1993
- Invité(es) : Stephen Hawking (hologramme de lui-même), Brent Spiner (Lore), John Neville (Sir Isaac Newton), Jim Norton (Albert Einstein), Natalija Nogulich (Amiral Alynna Nechayev), Brian J. Cousins (Crosis)
- Résumé : Sur un site attaqué par les Borgs, Data éprouve une bouffée d'émotion de colère, ce qui l'intrigue fortement. En même temps sont intrigués Starfleet de constater que les Borgs sont devenus des combattants vifs, vicieux et identitaires. La Fédération est mise sur le pied de guerre. Data enquête sur son expérience d'émotions. L'Enterprise essaie d'analyser l'évolution du comportement des Borgs, puis trouve et attaque un de leurs vaisseaux, et capture un Borg dans le combat. Ce Borg a une mauvaise influence sur Data.
- Commentaire : Le matte painting de la planète où Data éprouve des émotions est exactement le même que pour l'épisode 18 Vingt-huit minutes pour vivre.